# Port Wentworth
Port Wentworth – miasto w Stanach Zjednoczonych, w stanie Georgia, w hrabstwie Chatham.

## Demografia
W roku 2010 miasto zamieszkiwało 5359 osób, a gęstość zaludnienia wynosiła 124,6 osoby/km². W roku 2023 liczba mieszkańców wzrosła do 14 468 osób, a gęstość zaludnienia przekroczyła 336 osób/km². Na przestrzeni zaledwie 13 lat zaludnienie Port Wentworth zwiększyło się 2,7-krotnie.